# Korshage
Korshage är en udde i Danmark.   Den ligger i Odsherreds kommun i Region Själland, i den östra delen av landet, 60 km nordväst om Köpenhamn. Den ligger norr om Rørvig på västra sidan av Isefjordens mynning i Kattegatt.